# Venturi Astrolab inc.
Venturi Astrolab inc. ook gekend als Astrolab is een Amerikaans ruimtevaartbedrijf dat werkt aan de FLEX rover ter ondersteuning van het Artemisprogramma.
Venturi Astrolab is de Amerikaanse partner van het Zwitserse Venturi Space een deel van het Monegaskisch bedrijf Venturi.
Astrolab werd in 2019 opgericht door Jaret Matthews, een ruimtevaartenginieur die voorheen zowel voor SpaceX als NASAs Jet Propulsion Laboratory gewerkt had. Matthews werkte mee aan onder andere de dockingpoort van Crew Dragon, Spirit, Opportunity en het Mars Science Laboratory (Curiosity).
Op 31 maart 2023 kondigde Astrolab aan dat ze verwachtten hun FLEX-rover (Flexible Logistics and Exploration) aan te bieden voor de komende Lunar Terrain Vehicle-wedstrijd van NASA. Op 3 April 2024 maakte NASA bekend dat Astrolab, naast Intuitive Machines en Lunar Outpost geselecteerd waren voor een haalbaarheidsstudie. Een contract dat 30 miljoen dollar waard zou zijn.
In oktober 2024 stelde Astrolab de FLIP voor op het International Astronautical Congress in Milaan. Het FLEX Lunar Innovation Platform, of FLIP, is een technologiedemonstratierover die voor het eind van 2025 zou gelanceerd worden. De FLIP weegt 500kg met een payloadcapaciteit van 30 tot 50 kg.